# Parque Ararigboia
O Parque Ararigboia é um parque recreativo e esportivo de Porto Alegre, administrado pela prefeitura do município. Situa-se entre os bairros Jardim Botânico e Petrópolis.
Nele há uma área verde dotada de uma praça, uma cancha esportiva, um campo de futebol e um ginásio de esportes, este último inaugurado em 1995. São ministradas atividades físicas diversas, para todas as faixas etárias, em especial para a terceira idade. As atividades são coordenadas pela Secretaria Municipal de Esportes, Recreação e Lazer e a manutenção do espaço é mantida por esta Secretaria em conjunto com a Associação Comunitária do Parque Ararigbóia.
O parque sedia eventos esportivos como o Campeonato Municipal de Várzea, de futebol amador, o Encontro sobre o Envelhecimento e a tradicional festa junina da comunidade, no mês de junho.